# Галагаз очеретяний
Галагаз очеретяний, також огар сіроголовий, сіроголовий огар (Tadorna cana) — вид водних птахів родини качкових (Anatidae). Поширений в Південній Африці.

## Поширення
Гніздиться на півдні Африки, переважно в Намібії та ПАР. Взимку в південній частині ареалу багато птахів рухаються на північний схід із місць розмноження до кращих полів годування, де спостерігаються великі колонії.

## Опис
Самець має основне червонувато-коричневе оперення з явною зелено-блакитною смугою на крилі, яка перекрита білим зверху та знизу з чорним кінчиком. Голову повністю вкриває сіро-біла шапка, яка чітко відокремлена від коричневої частини тонким чорним комірцем. Дзьоб і ноги сіро-чорні; око темне. Самиця виглядає повністю схожою на самця, але позбавлена сіро-білої шапки, заміненої широким білим забарвленням обличчя та ділянки навколо очей і темно-сірим забарвленням маківки та частини шиї. Крім того, відсутній чорний комір. Молоді особини схожі на самицю, але мають голову коричневого кольору зі світлою білою міткою навколо ока. Розмір 61-66 см.

## Спосіб життя
Комунікабельний і зграйний, він також легко співіснує з іншими видами. Тільки в репродуктивний період пари виявляють територіальний інстинкт, стаючи агресивними по відношенню до кожного, хто наближається до гнізда. Харчується в основному водними комахами, дрібними молюсками та їхніми личинками, равликами і всім, що може знайти в калюжах або в мулі в періоди посухи. Насіння і паростки також є невід'ємною частиною його раціону.